# 情愛と友情
『情愛と友情』（じょうあいとゆうじょう、英: Brideshead Revisited）は、2008年に製作されたイギリスの映画。原作はイーヴリン・ウォーの『ブライヅヘッドふたたび』。マシュー・グッド主演。日本では劇場未公開。
ウォーがカトリックに改宗して初めて書いた作品で、1920年代から1930年代のイギリスのカトリック貴族一家の姿が友人の目を通して描かれている。

## ストーリー
ロンドンの中産階級の出であるチャールズは歴史を学ぶためオックスフォード大学に進学するが、本当は画家を目指している。大学で、貴族出身のゲイでアル中のセバスチャンに気に入られ、友人になる。セバスチャンが育ったブライズヘッドに誘われ、すぐさまその大邸宅とセバスチャンの妹ジュリアに魅了される。それと同時に、セバスチャンとジュリアが厳格なカトリックである母親（マーチメイン侯爵夫人）に抑圧されて育てられたことを知る。
二人と一緒にブライズヘッドでバカンスを過ごし、二人の父親（マーチメイン侯爵）が愛人と暮らすベニスに旅するが、パーティの夜、ジュリアにキスをしたところをセバスチャンに見つかり、絶交される。マーチメイン侯爵夫人からは、カトリックであるジュリアを無神論者であるチャールズに嫁がせるわけにはいかない、と釘をさされる。ジュリアは別の男性と婚約し、チャールズはブライズヘッドを去る。セバスチャンはますます荒れ、モロッコへ行ってしまい、心配したマーチメイン侯爵夫人が、チャールズに迎えに行ってくれるよう頼む。しかしモロッコに行ってみると、セバスチャンは入院しており、連れて帰るのは不可能な状態だった。
チャールズは好きな絵の道に進み、結婚もし、画家として成功を収める。ある日、ニューヨークに向かう船上でジュリアと偶然再会し、改めて愛を確かめ合う。チャールズは再びブライズヘッドを訪れ、ジュリアの夫に別れを迫る。夫はチャールズの絵と交換に妻を渡すと言い、傷ついたジュリアはチャールズとロンドンへ向かおうとするが、そこへ突然、イタリアにいた父親が死を目前にしてブライズヘッドに戻ってくる。無神論者であった父親も死の直前にカトリックの信仰を受け入れ、それを見て感激したジュリアはロンドン行きをやめ、チャールズと決別する。
時が流れ、第二次世界大戦が始まり、ブライズヘッドは軍の基地として押収され、そこへチャールズが将校として赴任する。チャールズは懐かしさから邸宅内にある一家の教会を訪れ、祭壇の蝋燭の火を消そうとするが、思いとどまる。

## キャスト
- チャールズ・ライダー：マシュー・グッド（日本語吹替：川島得愛）
- セバスチャン・フライト：ベン・ウィショー（日本語吹替：草尾毅）
- ジュリア・フライト：ヘイリー・アトウェル（日本語吹替：よのひかり）
- マーチメイン侯爵夫人：エマ・トンプソン（日本語吹替：一城みゆ希）
- マーチメイン侯爵：マイケル・ガンボン（日本語吹替：小山武宏）
- エド・ストッパード
- フェリシティ・ジョーンズ
- グレタ・スカッキ
- パトリック・マラハイド
- ジェームズ・ブラッドショウ
- ジョナサン・ケイク
- ジョセフ・ビーティー
- リチャード・テヴァーソン
- アンナ・マデリー
- その他の日本語吹き替え：家中宏／野中秀哲／佐藤健輔／高橋研二／宇乃音亜季／小宮山絵理／金子達／蓬萊照子／岐部公好／篠原剛／瑚海みどり

## ロケ地
ブライズヘッドの邸宅はイギリス北ヨークシャーにあるカースル・ハワードで撮影された。豪華客船の内部は、ロンドンのパーク・レイン・ホテルと、ロンドンの南西部にあるエルサム・パレスが使われた。そのほかに、オックスフォード大学、ヴェネツィア、モロッコなどで撮影された。

## 受賞
- 第13回サテライト賞 - 助演女優賞（エマ・トンプソン）